# Транскордонне співробітництво
Транскордо́нне співробі́тництво  — спільні дії, спрямовані на встановлення і поглиблення економічних, соціальних, 
науково-технічних, екологічних, культурних та інших відносин між територіальними громадами, їх представницькими органами, місцевими 
органами виконавчої влади України та територіальними громадами, відповідними органами влади інших держав у межах компетенції, 
визначеної їх національним законодавством.